# THE DEFENDER (2004年の映画)
『THE DEFENDER』（ザ ディフェンダー）は、アメリカ合衆国、イギリス、ドイツ、ルーマニアの映画作品。

## あらすじ
アメリカ大統領の女性補佐官ジョーンズは平和会議への出席のためにルーマニアに向かい、ランス率いる護衛チームが同行した。しかし、ジョーンズの真の目的は「ある人物」との秘密会談だった。ルーマニアの無人のホテルで、顔を隠した正体不明の人物と落ち合うジョーンズ。その時、突然、謎の傭兵軍団がホテルを急襲した。
ジョーンズの密談の相手が、イラクのテロ首謀者ジャマールだと知り、ショックを受けるランス。ランスにはかつてジャマールの一味に捕らわれ、拷問を受けた過去があったのだ。しかし、そのジャマールは偽物だった。全ては、アメリカ大統領によって計画された作戦だったのだ。
アメリカ大統領は、テロリストとの話し合いによる和平を望んでいたが、国内には武力行使を望む反対勢力が存在した。特に、政府内の「愛国者」と名乗るグループは密かに大統領の失脚を画策していた。大統領は、グループのメンバーを突き止めるために、補佐官のジョーンズにテロリストとの偽の密談を演じさせたのだった。
愛国者グループが傭兵軍団を送り込んだということは、密談を知る少数の要人の中にグループのメンバーがいる証拠だ。着々とメンバーを突き止めていく大統領。だが、現場で傭兵軍団と戦うランスの部下たちは、次々と命を落としていった。部下の中にも、愛国者グループに共鳴する裏切者がいたのだ。騒ぎに気付いたルーマニア軍も戦いに介入して来た。傭兵軍団と裏切者を倒し切った時、生き残っていたのは、ランスとジョーンズだけだった。

## キャスト
| 役名                   | 俳優                           | 日本語吹替 |
| ---------------------- | ------------------------------ | ---------- |
| ランス・ロックフォード | ドルフ・ラングレン             | 大塚明夫   |
| 合衆国大統領           | ジェリー・スプリンガー         | 坂口哲夫   |
| ケイ                   | シャカラ・リダード             | 斉藤梨絵   |
| スティーヴンソン       | トーマス・ロックヤー           | 藤井啓輔   |
| ジョーンズ             | キャロライン・リー・ジョンソン | 横尾まり   |
|                        | ジェラルド・カイド             |            |

- その他の声の吹き替え：村松康雄／中村浩太郎／飯島肇／前島貴志／平井啓二／力丸ひろこ／ベイサイド雄一／おかみふみかつ／大原由美